# Спинални шок
Спинални шок је измењено физиолошко стање непосредно након повреде кичмене мождине, које се манифестује као губитак функције кичмене мождине каудално у односу на ниво повреде, са моторном парализом, анестезијом, одсуством контроле црева и бешике и губитком рефлексне активности.
Спинални шок је први истражио Вајт 1750. године као губитак сензације праћен моторичком парализом са почетним губитком, али постепеним опоравком рефлекса, након повреде кичмене мождине – најчешће потпуне трансекције. Рефлекси кичмене мождине испод нивоа повреде су депресивни (хипорефлексија) или одсутни (арефлексија), док они изнад нивоа повреде остају непромењени. 'Шок' у спиналном шоку се не односи на циркулаторни колапс и не треба га мешати са неурогеним шоком, који је опасан по живот. Термин „спинални шок“ уведен је пре више од 150 година у покушају да се разликује артеријска хипотензија услед хеморагичног извора од артеријске хипотензије услед губитка тонуса симпатикуса услед повреде кичмене мождине. Вајт је, међутим, можда расправљао о истом феномену век раније, иако није додељен описни термин.

## Фазе спиналног шока
Фазу 1 карактерише потпуни губитак - или слабљење - свих рефлекса испод нивоа повреде кичмене мождине. Ова фаза траје један дан. Неурони укључени у различите рефлексне лукове нормално добијају базални ниво ексцитаторне стимулације из мозга. Након повреде, ове ћелије губе овај улаз, а укључени неурони постају хиперполаризовани и стога мање реагују на стимулусе.
Фаза 2 се јавља у наредна два дана и карактерише је враћање неких, али не свих, рефлекса испод повреде. Први рефлекси који се поново појављују су полисинаптичке природе, као што је булбокавернозни рефлекс. Моносинаптички рефлекси, као што су рефлекси дубоких тетива, се не обнављају до Фазе 3. Обнављање рефлекса није рострално каудално као што се раније (и уобичајено) веровало, већ иде од полисинаптичких ка моносинаптичким. Разлог зашто се рефлекси враћају је преосетљивост рефлексних мишића након денервације – више рецептора за неуротрансмитере је изражено и стога их је лакше стимулисати.
Фазе 3 и 4 карактерише хиперрефлексија, или абнормално јаки рефлекси који се обично производе уз минималну стимулацију. Интернеурони и доњи моторни неурони испод повреде почињу да ничу, покушавајући да поново успоставе синапсе. Прве синапсе које се формирају су из краћих аксона, обично из интернеурона – ово категоризује Фазу 3. Фаза 4, с друге стране, је посредована сомом и биће потребно више времена да сома транспортује различите факторе раста, укључујући протеине, до краја аксона.